# Онтаная
Онтаная (ісп. Hontanaya) — муніципалітет в Іспанії, у складі автономної спільноти Кастилія-Ла-Манча, у провінції Куенка. Населення — 373 особи (2010).
Муніципалітет розташований на відстані близько 110 км на південний схід від Мадрида, 70 км на південний захід від Куенки.

## Демографія
Динаміка населення (INE ):